# Hisense
Hisense (Ха́йсенс; кит.: 海信 集团; піньїнь: Hǎixìn Jítuán) — великий китайський транснаціональний виробник приладів та електроніки зі штаб-квартирою в Ціндао, провінція Шаньдун, Китай. Компанія почала виробляти радіоелектроніку в 1969 році.
Дві основні дочірні компанії Hisense Group - це компанії, що котируються на біржі, Hisense Visual Technology (SSE: 600060
) та Hisense H.A. (SEHK: 921
, SZSE: 000921
). Обидві компанії на 30% належали державі через холдингову компанію Hisense у 2020 р.

## Історія
Корпорація Hisense заснована в 1969 році на базі фабрики з виробництва радіоприладів в місті Ціндао.
У 2015 році Хайсенс отримала право продавати на ринках Північної і Південної Америки свої телевізори під маркою Sharp. У 2017 році купила у японської Toshiba підрозділ з виробництва телевізорів (Toshiba Visual Solutions). У 2018 році Hisense викупила 95,4 % акцій компанії Gorenje.

## Діяльність
Hisense займається виробництвом і продажем оптичних пристроїв, систем кондиціонування, пристроїв і датчиків, що використовуються в розумних містах і системах міського транспорту.
У червні 2017 року компанія увійшла на ринок телевізорів в Україні.

### Торгові марки
Компанія володіє акціями відомих брендів — Hisense, Kelon, Ronshen, Toshiba, Gorenje.
- Hisense (пральні машини, холодильники, морозильники, системи кондиціонування, смартфони, телевізори);
- Gorenje (кухонна техніка, пральні машини);
- Kelon (кондиціонери);
- Toshiba (телевізори);
- Ronshen (холодильники).

## Спонсорство
Компанія Hisense є спонсором багатьох спортивних заходів і команд. Компанія Hisense була партнером команди Red Bull Racing в серії «Формула-1», футбольних клубів «Шальке 04» і «Астон Вілла». Також була офіційним партнером чемпіонату світу з футболу 2018 року в Росії.